# Папино (Дубровский сельсовет)
Папино — деревня в Бабаевском районе Вологодской области.
Входит в состав Дубровского сельского поселения, с точки зрения административно-территориального деления — в Дубровский сельсовет.
Расположена на правом берегу реки Песочня. Расстояние по автодороге до районного центра Бабаево составляет 38,5 км, до центра муниципального образования деревни Дубровка — 1,5 км. Ближайшие населённые пункты — Дубровка, Заборье, Загривье, Лукьяново, Чиково.
Население по данным переписи 2002 года — 35 человек (15 мужчин, 20 женщин). Преобладающая национальность — русские (97 %).